# 武汉市新洲区公交线路

## 线路
2015年，新洲邾城开通7条公交线路，由湖北公路客运（集团）新洲公交有限公司运营。
| 线路号        | 站点 |
| 211           | 邾城客运站→向东小区→文昌农贸市场→龙城华庭→邾城派出所→新中百→（区人民医院北）→区公安局→新洲剧院→老新华书店→老车站→张店 |
| 212           | 风情大道南→风情大道北→老车站→骨伤科医院→油厂→中国银行→清安社区→区人民医院东→常阳集团→老中百→新华大厦→区邮政局→常阳新城→东城湾→四合庄 |
| 213           | 骆家畈→金凤路→区中医院→区财政局→清安社区→区人民医院东→常阳集团→老中百→区民政局→城关中队→幸福时代广场→区政务中心→刘集→长岭 |
| 215           | 邾城客运站→区广播局→幸福时代广场→人民广场→区实验中学→太平洋保险→古城大道北→中商平价→汉口银行→区人民医院东→清安社区→长源供水公司→文明里→区一中→区博物馆→东城尚品                                                                                |
| 216（循环线） | 城北工业园→金凤路→区中医院→区财政局→清安社区→区人民医院北→区公安局→邾城卫生服务中心→古城大道北→太平洋保险公司→区实验中学→人民广场→幸福时代广场→区广播局→邾城客运站→向东小区→文昌农贸市场→龙城华庭→文昌骨科医院→桂花城→弘吉盛→金凤路→城北工业园 |
| 217           | 堤边（江夏大道）→区第一初中→名豪→区烟草公司→区电大→区工商局→区健身中心→区劳动局→区教育局→向东小学→常阳新城→邾城客运站 |
| 218           | 政务中心→蓝天幼儿园→章林小学→区卫计委→摩尔城→新华大厦→区劳动局→区健身中心→区工商局→邾城派出所→邾城四小→区博物馆 |